# Єлизавета Майсенська
Єлизавета Майсенська (нім. Elisabeth von Meißen), також Єлизавета Тюринзька (нім. Elisabeth von Thüringen) або Єлизавета Веттін (нім. Elisabeth von Wettin), (нар. 22 листопада 1329 — 21 квітня 1375) — представниця династії Веттінів XIV сторіччя, донька маркграфа Майсенського та ландграфа Тюринзького Фрідріха II та Маргарити Баварської, дружина бургграфа Нюрнберзького Фрідріха V.

## Біографія
Народилась 22 листопада 1329 року у замку Вартбург, резиденції тюринзьких правителів. Стала первістком у родині маркграфа Майсенського і ландграфа Тюринзького Фрідріха II та його дружини Маргарити Баварської, з'явившись на світ на сьомому році їхнього подружнього життя. Мала восьмеро молодших суродженців, з яких дорослого віку досягли брати Фрідріх, Балтазар, Людвіг і Вільгельм та сестри Беатріса й Анна. Їхній дід з материнського боку, Людвіг IV у той час володарював Священною Римською імперією.

Втратила матір у віці 16 років. Батько більше не одружувався. У 1347 році, після смерті тестя, йому була запропонована корона Німеччини, від якої він відмовився на користь Карла Люксембурга. Після кончини Фрідріха III у 1349 році брати Єлизавети правили землями разом.

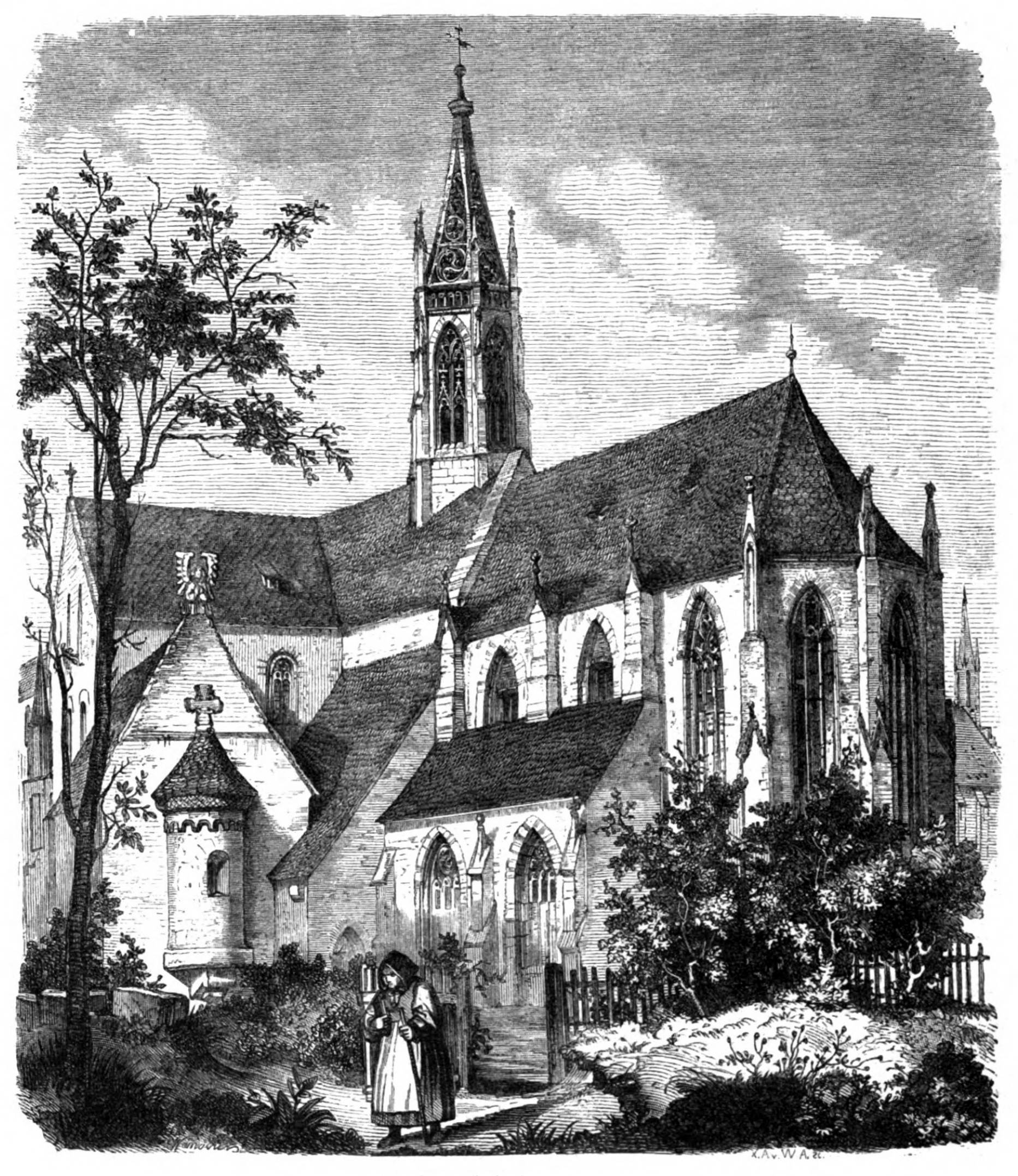
Гайльсброннський монастир

У віці 25 років узяла шлюб із Фрідріхом Нюрнберзьким, трохи молодшим від неї. Весілля пройшло 7 вересня 1350 року. Наречений був єдиним сином правлячого бургграфа Нюрнбергу Йоганна II Покупця і восени 1357 року наслідував престол. Сучасники відзначали його миролюбність, але разом з тим і рішучість. У подружжя народилося восьмеро дітей.
Оскільки тривалий час у родині народжувались лише дівчатка, Фрідріх V отримав від імператора дозвіл передавати володіння по жіночій лінії. Згодом у сім'ї з'явилися двоє синів, після чого бургграф видав постанови, що забороняли поділ країни більш, ніж на дві частини, аби запобігти дробленню земель.
Подружжя покровительствувало Гайльсброннському монастирю, де згодом і було поховане у маркграфській крипті. Єлизавета померла 21 квітня 1375 року, Фрідріх пережив її більш, ніж на двадцять років.

## Родина
Чоловік — Фрідріх V
Діти:
- Єлизавета (1358 —1411) — дружина курфюрста Пфальцу Рупрехта, мала дев'ятеро дітей;
- Беатріса (близько 1360[7] або 1362[8] — 1414) — дружина герцога Австрії Альбрехта III, мала єдиного сина;
- Катерина (1361[9] — 1409) — у ранньому віці була заручена з Сигізмундом Люксембургом,[5] настоятелька монастиря кларисинок у Гофі у 1391—1409 роках;
- Анна (близько 1364 — після 1392) — черниця у кларисинському монастирі у Зойслиці;
- Агнеса (? — після 1430) — дружина барона Фрідріха фон Дабера, згодом — настоятелька монастиря кларисинок у Гофі у 1409—1430 роках;
- Маргарита (близько 1367 — 1406) — дружина ландграфа Гессену Германа, мала восьмеро дітей;
- Йоганн (близько 1369 — 1420) — бургграф Нюрнбергу у 1397—1420 роках, маркграф Бранденбург-Кульмбаху у 1398—1420 роках, був одружений з донькою імператора Священної Римської імперії Карла IV, Маргаритою, мав єдину дитину;
- Фрідріх (1371 — 1440) — бургграф Нюрнбергу у 1397—1427 роках, маркграф Бранденбург-Ансбаху у 1398—1440 роках, маркграф і курфюрст Бранденбургу у 1415—1440 роках, маркграф Бранденбург-Кульмбаху у 1420—1440 роках, був одружений з Єлизаветою Баварською, мав десятеро дітей.